# Volo Air Transat 961
Il volo Air Transat 961 fu un volo di linea atto a collegare l'Aeroporto Juan Gualberto Gómez e l'Aeroporto Internazionale di Québec-Jean Lesage. Il 6 marzo 2005, l'Airbus A310-308 che operava il volo, in seguito al cedimento strutturale del timone di coda, fu costretto ad eseguire un atterraggio di emergenza. Grazie all'abilità dei piloti, l'aeroplano ha potuto invertire la rotta e far quindi ritorno all'Aeroporto Juan Gualberto Gómez atterrando senza alcun problema. Il cedimento strutturale del timone, dopo un'attenta analisi del mezzo, fu attribuito alla non adeguatezza della procedura di controllo dei materiali compositi dell'Airbus.

## Velivolo
Il velivolo coinvolto nell'incidente era un Airbus A310-308 con numero di registrazione C-GPAT e S/N 597 costruito nel settembre 1991 e motorizzato da due General Electric CF6-80C2A8. L'Airbus venne consegnato alla Emirates nell'agosto 1992 e successivamente acquistato dalla Air Transat nel maggio 2001. L'aereo al momento dell'inconveniente aveva all'attivo 49.224 ore di volo e 13.444 cicli decollo-atterraggio.

## Il Volo
Prima della partenza dall'Aeroporto di Varadero, di notte, il Comandante eseguì il giro di ispezione attorno al velivolo aiutandosi con le luci dell'aereo e da una torcia luminosa, non rilevando però alcuna anomalia. Il decollo avvenne regolarmente e mentre l'Airbus alle 07:02 UTC si trovava a quota di crociera a FL350 l'equipaggio sentì un forte rumore seguito per qualche secondo da vibrazioni. Subito dopo l'aereo iniziò entrare in oscillazioni di rollio derapando sincronicamente da un lato all’altro (Dutch Roll) rendendo difficoltoso il pilotaggio. L'Airbus salì a FL359 e i piloti informarono il controllo del traffico aereo di avere problemi all'autopilota e chiesero di poter scendere di quota. L'equipaggio controllò anche l'ECAM che non indicava però alcun errore. Scendendo di quota inoltre il Dutch Roll diminuì di intensità fino a scomparire consentendo ai piloti di ritornare verso l'Aeroporto di Varadero. L'ispezione visiva subito dopo l'atterraggio ha evidenziato la rottura del timone di coda.

## Inchiesta
Per accertare le cause dell'incidente la Transportation Safety Board of Canada (TSB) aprì un'inchiesta. Gli investigatori non poterono analizzare i dati del Flight Data Recorder (FDR) o del Cockpit Voice Recorder (CVR) poiché dal momento dell'incidente fino all'atterraggio l'FDR e il CVR avevano già sovrascritto le registrazioni con dati più recenti. L'analisi dei componenti del timone permise agli investigatori di appurare la presenza sul timone stesso di microfratture nel materiale composito createsi durante i voli precedenti. Le microfratture non vennero rilevate poiché le procedure per le ispezioni dell'Airbus non erano adeguate e non consentivano di individuare rapidamente eventuali problemi al timone. L'origine delle microfratture è stata rilavata dalla NTSB in particolari condizioni come la differenza di pressione e l'altitudine. In seguito all'incidente sono state cambiate le procedure di ispezione per assicurare un maggiore controllo al timone.